# 張學津
張學津（1941年—2012年12月21日），中国京劇演員，工生行，拜師馬連良。

## 生平
在北京出生，父亲張君秋工京劇旦行。在北京戲曲學校跟王少樓等學戲，1961年11月22日與馮志孝在北京同時拜馬連良為師。1985年得第二屆中國戲劇梅花獎。為中國國家一級演員，在上海京劇院工作。曾到德国、比利时、卢森堡、英国、荷兰、美國、日本、台灣表演京劇。
2012年12月21日下午3時許，因肝癌醫治無效在北京佑安醫院逝世，享年71歲。

## 作品
主演作品有現代京劇（京劇現代戲）《箭桿河邊》（徐蘭沅做音樂指導）、《譚嗣同》、《刑場上的婚禮》，歷史京劇《大唐貴妃》、《畫龍點睛》等。

## 獲獎
1985年第二屆中國戲劇梅花獎
1998年美國紐約林肯藝術中心亞洲最佳藝術人表演獎

## 家人
- 女儿： 张楚楚（第二任妻子宋佳所出）